# Rolf Lacour
Rolf Lacour (* 26. Juni 1937 in Saarbrücken; † 28. Januar 2018 in Köllerbach) war ein deutscher Ringer.

## Werdegang
Rolf Lacour wuchs im Saarland auf und kam schon in jungen Jahren in Burbach, einem Stadtteil von Saarbrücken, zum Ringen. Im Jugend- und Juniorenbereich konnte er sich bei deutschen Meisterschaften noch nicht im Vorderfeld platzieren. 1959, mit 22 Jahren, wurde er aber Zweiter der deutschen Meisterschaft im Freistil, Fliegengewicht. Von da an zählte er zur deutschen Spitzenklasse, wenige Jahre später erreichte er auch die Weltspitze, der er bis 1972 angehörte. Rolf Lacour startete für den KSV Köllerbach, für den er noch in den 1980ern in Mannschaftskämpfen erfolgreich rang. Er war Angestellter der Stadt Saarbrücken.
Der größte Erfolg in der Laufbahn von Rolf Lacour war der Gewinn des Vize-Weltmeistertitels im Jahre 1965 im griechisch-römischen Stil im Fliegengewicht. Nach Einführung des Papiergewichtes im Jahre 1969 startete er in diesem Jahr erfolgreich in dieser Gewichtsklasse, die ihr Gewichtslimit bei einem Körpergewicht von nur 48 kg hatte. Er wurde in diesem Jahr in Modena Europameister im griechisch-römischen Stil.

## Internationale Erfolge
(OS = Olympische Spiele, WM = Weltmeisterschaft, EM = Europameisterschaft, F = Freistil, GR = griechisch-römischer Stil, Fliegengewicht, damals bis 52 kg, Papiergewicht, damals bis 48 kg Körpergewicht)
| Jahr | Platz | Wettbewerb          | Stil | Gewichtsklasse | |
| 1962 | 6.    | WM in Toledo/USA    | F    | Fliegen        | mit Sieg über Soltaninejad, Iran und Niederlagen gegen Ali Alijew, UdSSR und Vincenzo Grassi, Italien                                                                                        |
| 1962 | 4.    | WM in Toledo/USA    | GR   | Fliegen        | mit Siegen über Dumitru Pârvulescu, Rumänien und unentschieden gegen Sergei Rybalko, UdSSR, Mohammed Paziraye, Iran und Mohamed Osman, Ägypten                                               |
| 1964 | 4.    | OS in Tokio         | GR   | Fliegen        | mit Siegen über Risto Björlin, Finnland, Ignazio Fabra, Italien, Fuad Ali, Ägypten und einer Niederlage gegen Pârvulescu                                                                     |
| 1965 | 2.    | WM in Tampere       | GR   | Fliegen        | mit Siegen über Fabra, Ahmed Koshoi, Iran, Bosko Marinko, Jugoslawien, Trond Martiniussen, Norwegen, unentsch. gegen Angel Keresow, Bulgarien und einer Niederlage gegen Sergei Rybalko      |
| 1966 | 3.    | WM in Toledo/USA    | GR   | Fliegen        | mit Siegen über Ali, Laszlo Ölvetti, Ungarn, Marinko, James Hazewinkel, USA und Niederlagen gegen Keresow und Sergei Rybalko                                                                 |
| 1967 | 3.    | EM in Minsk         | GR   | Fliegen        | mit Siegen über Gheorghe Stoiciu, Rumänien, Miroslaw Zeman, Tschechoslowakei, Axel Bürger, Dänemark, unentsch. gegen Marinko und Niederlagen gegen Sergei Rybalko und Petar Kirow, Bulgarien |
| 1967 | 5.    | WM in Bukarest      | GR   | Fliegen        | mit Siegen über Zeman, Bürger, unentsch. gegen Cornel Turturea, Rumänien und einer Niederlage gegen Stefan Hajduk, Polen                                                                     |
| 1968 | 5.    | OS in Mexiko-Stadt  | GR   | Fliegen        | mit Siegen über Mongued, Ägypten, Karmous, Marokko, Gheorghe Stoiciu und unentsch. gegen Imre Alker, Ungarn und Jussi Vesterinen, Finnland                                                   |
| 1969 | 5.    | WM in Mar del Plata | GR   | Papier         | mit Sieg über Williams, USA u. Niederlagen gegen Iwan Dinkow, Bulgarien u. Tariel Alibegaschwili, UdSSR                                                                                      |
| 1969 | 1.    | EM in Modena        | GR   | Papier         | mit Siegen über Calafiore, Italien, Bucher, Schweiz, Le Bachelet, Frankreich und Muzaffer Can, Türkei                                                                                        |
| 1970 | 13.   | EM in Berlin        | GR   | Fliegen        | nach Niederlagen gegen Klim Olsojew, UdSSR u. Petar Kirow, Bulgarien |
| 1970 | 10.   | WM in Edmonton      | GR   | Papier         | nach einer Niederlage gegen Stefan Angelow (beide Ringer disqualifiziert), Bulgarien u. einem Unentschieden gegen Baek Seung-hyun, Südkorea                                                  |
| 1972 | 9.    | OS in München       | F    | Papier         | mit einem Sieg über Jemran Bararragcha, Mongolei, einem Unentschieden gegen Sergio Gonzalez, USA u. einer Niederlage gegen Ion Arapu, Rumänien                                               |

## Erfolge bei deutschen Meisterschaften
Rolf Lacour gewann die deutsche Meisterschaft im griechisch-römischen Stil im Fliegengewicht 1962, 1963, 1967 und 1969, im freien Stil 1962, 1966, 1967, 1968, 1969 und 1972 im Papiergewicht (insgesamt zehn Titel). Dazu wurde er insgesamt noch elfmal deutscher Vizemeister. Seine Hauptkonkurrenten waren dabei Paul Neff, Schifferstadt, Albert Wieser und Fritz Huber, beide Bad Reichenhall und Mario Sabattini, Freiburg im Breisgau.
Mit seinem Verein, dem KSV Köllerbach, errang er außerdem 1966 und 1968 die deutsche Mannschaftsmeisterschaft.